# Université de Charleston
L'université de Charleston (en anglais : University of Charleston ou UC) est une université privée américaine située à Charleston dans l'État de Virginie-Occidentale.

## Professeurs célèbres
- Aberjhani